# Oteana eurynome
Oteana eurynome är en insektsart som först beskrevs av Ronald Gordon Fennah 1958.  Oteana eurynome ingår i släktet Oteana och familjen kilstritar. Inga underarter finns listade i Catalogue of Life.